# História das Antilhas Neerlandesas

Antilhas Neerlandesas.

As ilhas que formavam as Antilhas Neerlandesas foram descobertas pela Espanha. Especificamente, as Ilhas de Barlavento que foram descobertas por Cristóvão Colombo em 1493, e as Ilhas de Sotavento por Alonso de Ojeda em 1499. Estas Ilhas foram conquistadas pela Companhia Neerlandesa das Índias Ocidentais, e usadas como base para o tráfico de escravos.

## Evolução Administrativa
As ilhas se tornaram neerlandesas após a Espanha ser forçada a cedê-las ao Reino dos Países Baixos. As primeiras cedidas foram as ilhas ABC (Aruba, Bonaire e Curaçau) e, mais tarde, as ilhas SSS (Saba, Santo Eustáquio e São Martinho, sendo esta última apenas a parte sul).
Depois de acumular uma quantidade relativa de colônias, o Reino dos Países Baixos criou as Índias Ocidentais Neerlandesas. Que foram dominadas quando Napoleão Bonaparte assumiu o poder na França. Em 1815, as ilhas foram devolvidas ao trono neerlandês, e se tornaram dois outros governos: As ilhas ABC, na costa da Venezuela, tiveram o nome de Colônia de Curaçau e Dependências, e as ilhas SSS, no norte das Pequenas Antilhas, o nome de Santo Eustáquio e Dependências. Porém, em 1828, ambos os governos foram extintos, tornando-as parte, durante 17 anos, da então Guiana Neerlandesa.
Mas com a ineficiência do governo guiano-neerlandês, os Países Baixos separaram as ilhas da Guiana Neerlandesa em 1845, as ilhas ABC e as ilhas SSS formaram a colônia de Curaçau e Dependências.
No ano de 1863, Curaçau aboliu a escravidão, sendo a maioria da população atual descendente de escravos africanos.
Em 1945, o termo Curaçau e Dependências deixou de ser usado, adotando o termo Antilhas Neerlandesas. Mas mudanças políticas só ocorreram em 1954, quando as ilhas deixaram de ser colônias e passaram a ser um país constitucional do Reino dos Países Baixos, título que foi criado no então momento.
Já em 1986, Aruba se separou das Antilhas Neerlandesas, tornando-se o terceiro país constitucional.
Em 2004, um referendo nas cinco ilhas que faziam parte das Antilhas Neerlandesas foi realizado, votava-se: Independência (não venceu em nenhuma ilha), Tornar-se país constitucional (venceu em Curaçau e São Martinho), permanecer nas Antilhas Neerlandesas (não venceu em nenhuma ilha) e tornar-se parte dos Países Baixos (o que aconteceu com Saba, Bonaire e Santo Eustáquio). Mas as mudanças só ocorreram em outubro de 2010.
Atualmente, as Antilhas Neerlandesas se tornaram três países constitucionais dos Países Baixos: Aruba (em 1986), Curaçau e São Martinho (em 2010). Saba, Santo Eustáquio e Bonaire são municípios especiais dos Países Baixos.